# Francis T
Socrate François Joseph Trotobas, dit Francis T, né le 1er novembre 1908 à Montpellier et mort le 31 décembre 1989 à Marseille, est un chanteur-parodiste, organisateur- animateur de spectacles et impresario d'artistes débutants.
Il est aussi connu pour avoir été le premier impresario de l'acteur/chanteur Yves Montand qu'il accompagne à ses débuts sur scène.
Également artisan forain, Francis T tient un stand de confiserie dans les fêtes foraines du sud de la France, et c'est sous le surnom de « berlingot » (surnom également porté par son père) qu'il est plus particulièrement connu sur les champs de foire.
Avec cette activité, il s'inscrit dans une tradition familiale, initiée par son grand-père Édouard Joseph Janselme, fondateur de la marque des « Berlingots Mignon», tradition qui se perpétue encore parmi les nombreux descendants de cette famille.
Mais c'est comme chanteur-parodiste et ensuite comme organisateur-animateur de spectacles et impresario d’artistes débutants qu'il assouvit sa véritable passion pour la chanson, le spectacle et le music-hall. Passion qu'il dit lui venir de son père, amateur d'opéra.
Francis T occupe pendant plus de 30 ans la scène artistique marseillaise, depuis ses débuts en 1934 comme lauréat du championnat théâtral amateur, organisé par la revue Artistica qui lui vaut son premier passage à l'Alcazar : le temple du music-hall marseillais.
Ces deux activités : artistiques et foraines, se confondent tout au long de sa vie professionnelle. Il n'est pas rare qu'il propose des lots de friandises aux lauréats des concours auxquels il est jury ou organisateur. De même, en fin de carrière, il animera de nombreux spectacles pour les enfants et les familles à l'occasion des fêtes foraines où il tient encore un stand de confiserie.

## Biographie

### Famille
Socrate François Joseph Trotobas est né le 1er novembre 1908 à Montpellier (France). Il est le fils de Louis Jean Baptiste Trotobas et de Rose Aurore Maximilienne Janselme, marchands forains. Sa mère est l'une des 3 filles de Joseph Édouard Janselme fabricant de confiseries et fondateur de la marque des « Berlingots Mignon » et aussi connu pour ses activités de propagandiste anarchiste.
Sa mère décède, à 29 ans le 21 mai 1912 à Lunel (Hérault).
Il se marie le 24 novembre 1932 avec Louise Dominique Martino avec qui il aura 2 filles.
Du 15 octobre 1929 au 15 octobre 1930, il effectue son service national dans la Marine nationale comme matelot de 2de classe et passe 6 mois en mer à bord du croiseur Duquesne du 1er avril au 1er octobre 1930. Entre septembre 1939 et juillet 1940, il est mobilisé lors de l'entrée en guerre de la France dans le cadre du second conflit mondial.

### Jeunesse
Très jeune, il fréquente plusieurs cercles artistiques et musicaux et autres sociétés de danse du Marseille des années folles comme le cercle artistique des « Amis de la Lyre » (quartier Saint-Louis) « aux joyeux Phocéens », la société Rosania, etc. En 1924, alors âgé seulement de seize ans, il apparaît, pour la première fois dans la presse régionale avec son nom de scène « Francis T » comme l'un des interprètes de la pièce de théâtre Au bout du fil, comédie en un acte de Miguel Zamacoïs, donnée lors d'une matinée organisée par la société Rosania.

### Des débuts comme chanteur-parodiste

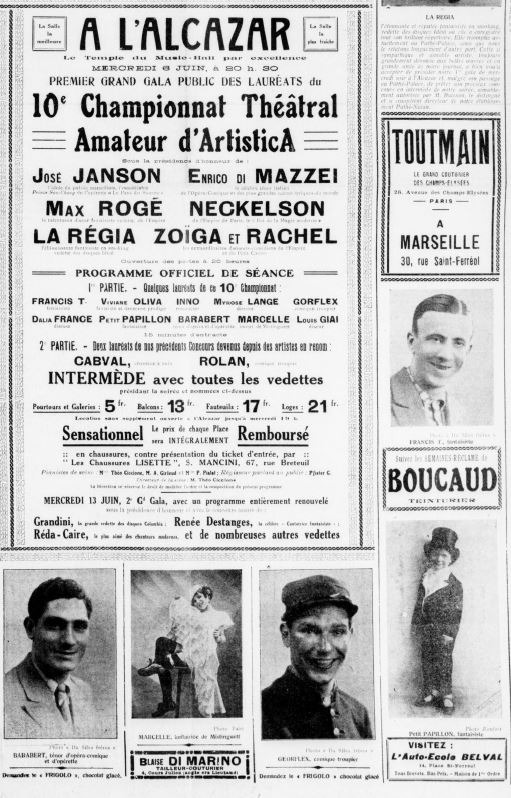
Revue Artistica : les lauréats du 10e Championnat Théâtral amateur d'Artistica

En 1934, il se présente au 10e championnat théâtral amateur, organisé par la revue Artistica : l'hebdomadaire, artistique théâtral et cinématographique de la cité phocéenne. Il obtient le premier prix dans la catégorie « Fantaisiste » (dans un style qualifié de « Darcelys »). Il participe avec les autres lauréats à sa première soirée de gala, sur la scène de l'Alcazar. Ce premier prix lui permet de véritablement lancer sa carrière de chanteur-parodiste sur Marseille et sa région.
À partir de cette date, on le retrouve pour de nombreuses années, comme chanteur-parodiste, (mais bientôt aussi animateur et organisateur) à l'affiche des nombreux spectacles, galas, et concerts populaires qui rythment la saison artistique de Marseille et sa région. En 1935, il remporte également, dans la catégorie « Comiques », le premier prix du concours théâtral organisé par l’hebdomadaire régional « Danse-Spectacles«.
Il se produit dans les salles emblématiques de cette époque comme l'Alcazar ; les lieux aménagés en plein air en saison estivale (Chalet de l'Ermitage, « Belvédère » de St André, Château-des-fleurs, Printania- concert…) ; les salles de cinémas (Chatelet cinéma, Ideal-cinéma Cabucelle, Lido-cinéma de Saint-Antoine...) ainsi que dans les villes proches (Casino « La Cascade » Martigues…).
Il se produit de nombreuses fois,,,, sur la scène de l'Alcazar dont le public avait la réputation d'être des plus impitoyable. Dans son numéro daté du 24 septembre 1935, la revue Artistica donne un aperçu de l'ambiance bouillante qui pouvait parfois régner lors des représentations :

« ALCAZAR - Bon programme mercredi, comprenant pourtant beaucoup trop de chant « sérieux » !... On ouvrit le feu par Montiel, un tout jeune fantaisiste dont le cran est remarquable mais les gestes désordonnés. Le chanteur Marcelin fut mis en boite, mais, complètement « blindé », il persista à chanter ; le public, lui aussi, persista... ce qui nous valut le plus charmant « boucan » ! Le fantaisiste Francis T. se sauva dans les coulisses dès sa première chanson, sous la tempête ; mais il dut revenir, « poussé » par les organisateurs, et réussit à se faire écouter... dans un silence tout à fait relatif. Lisa Dorys n’était pas très rassurée en entrant en scène, et, malgré le succès flatteur que lui fit le public, elle n’arriva pas à se ressaisir complètement ; elle chanta néanmoins d’une voix bien timbrée, quoique instable, divers fragments d’opérettes qui lui attirèrent des ovations nourries... »

### Impresario, organisateur et animateur de spectacles

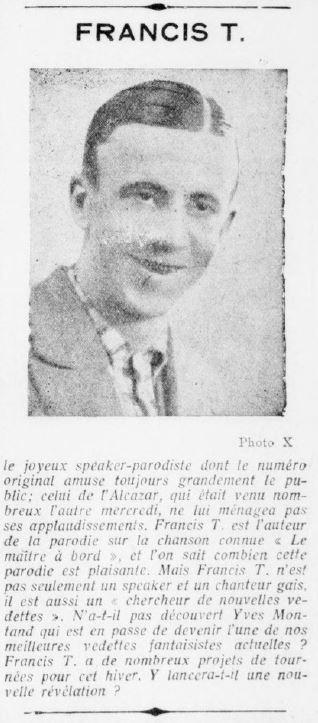
FRANCIS T- revue "Artistica", 13 septembre 1941

En complément de son numéro de chanteur-parodiste, il assure régulièrement l'organisation et l'animation de spectacles sur différentes scènes de Marseille et sa région où il introduit les artistes sur scène (on parle alors de speaker). En 1938, lors d'une soirée populaire dont il est l'organisateur, on lui présente le jeune Yves Livi qui lui demande de lui donner sa chance de monter sur scène. Après un premier essai en public et avec l'intuition que ce débutant peut devenir une grande vedette,, Francis T le prend sous son aile, le conseille et l'introduit auprès de son réseau artistique : Madame Fancelli, des studios du même nom ; son ami le compositeur Charles Humel qui lui compose la chanson "Dans les plaines du Far West", etc. Francis T commence à produire le jeune Yves Livi sur les petites et grandes scènes de Marseille et sa région.
Le 21 juin 1939, Francis T produit Yves Livi (qui est devenu Yves Montand) pour la première fois sur la scène de l'Alcazar,. Il continue à le produire sur toutes les scènes de Marseille et sa région jusqu'en 1941,,,,. Yves Montand commence à connaître alors un succès grandissant.
Mobilisé en 1939-1940, lors de l'entrée en guerre de la France dans le cadre du second conflit mondial, il interrompt ses activités artistiques qu'il reprendra, après la signature de l'armistice de juin 1940 toujours comme chanteur parodiste, animateur de spectacles et impresario d'artistes débutants. Durant toute la Seconde Guerre mondiale, il organise ou participe à de nombreux concerts, donnés au bénéfice des prisonniers de guerre,,
En 1941, Francis T fait de nouveau programmer Yves Montand sur la scène de l'Alcazar le 25 juin 1941,. Nicolas Moreno relate cet épisode dans son ouvrage De Paulus à Antoine.

« C'est en 1941 que le nom d'Yves Montand a commencé à paraître sur les affiches marseillaises et j'ai participé à cet événement dont à l'époque je ne soupçonnais pas à quelle belle carrière il servait de prologue. Voici les faits : j'assurais, avec un de mes confrères d'Artistica, Robert Blazy, et le directeur du journal marseillais Alex Millaud, la préparation du concours de chant annuel. Je fus sollicité par Francis T..., populaire organisateur de concerts de banlieue, afin d'y présenter un de ses protégés à une séance donnée à l'Alcazar. Je voulais bien faire plaisir à Francis mais la formule du concours ne semblait pas le permettre car elle ne prévoyait que des amateurs candidats aux prix, des anciens lauréats et des professionnels en intermède. Le protégé de « Berlingot » surnom de Francis T... ne rentrait dans aucune de ces catégories et ce n'est que sur l'insistance de ce dernier et l'accord de Millaud, que le jeune chanteur Yves Montand passa à l'Alcazar à titre usurpé d'ancien lauréat. Peu de temps après, l'impresario parisien Audiffred, qui était replié à Marseille et qui avait entendu Yves Montand, l'engagea et le programma au « Colisée » le 10 août 1941. »

Comme le rapporte la revue Artistica dans son numéro du 5 juillet 1941 :

« SPEAKER ? Francis T l'est jusqu'au bout... de la langue. Et parce qu'il arbore je ne sais quel insigne à la boutonnière il fait l'élevage des poulains dont Yves Montand est le spécimen le plus remarquable. Après son gros succès à l'Alcazar il a été immédiatement retenu pour le Colisée-Plage. Il s'y produira dimanche. Et le 19 il chantera à Sainte-Marguerite au gala de la Légion française. Francis a une échelle dont est le montant Yves. »

Fort de ce nouveau succès et avec une proposition d'engagement du producteur Émile Audiffred en poche, Yves Montand s'éloigne de Francis T. Si Yves Montand et Francis T continuent de se retrouver pour quelque temps encore à l'affiche de mêmes spectacles, bientôt, la trajectoire nationale puis internationale du premier et celle, simplement régionale, du second ne les font plus se croiser.
Étonnamment, dans les très nombreuses biographies et adaptations consacrées à Yves Montand, le nom de scène "Francis T" disparait au profit du seul "Berlingot", qualificatif utilisé pour dépeindre un simple marchand ambulant, organisateur de galas populaires de quartiers. C'est le personnage de "Berlingot" qu'interprète l'acteur Carlo Nell dans le film de Jacques Demy : Trois Places pour le 26, dans lequel Yves Montand retourne à Marseille pour y préparer un nouveau spectacle autobiographique. Au théâtre, le comédien Cristos Mitropoulos, parodie le personnage de "Berlingot" dans la comédie musicale Ivo Livi ou le destin d’Yves Montand, d’Ali Bougheraba et Cristos Mitropoulos, Molière 2017 du meilleur spectacle musical.

La page « impresario d'Yves Montand » refermée, Francis T poursuit sa carrière d'organisateur de spectacles tout en continuant à se produire comme chanteur parodiste,, sur les petites et grandes scènes du sud-est de la France. Il prend en 1943 la direction artistique de l'établissement « Le chalet de l'Ermitage », situé dans les quartiers Nord de Marseille à la Viste. L'établissement est situé au sein d'un vaste parc paysager et Francis T y organise des concerts en extérieur (ou au sein de l'établissement en cas de météo défavorable) avec comme slogan promotionnel : « MUSIC-HALL de L'ERMITAGE - Le Parc de la Chanson »,.

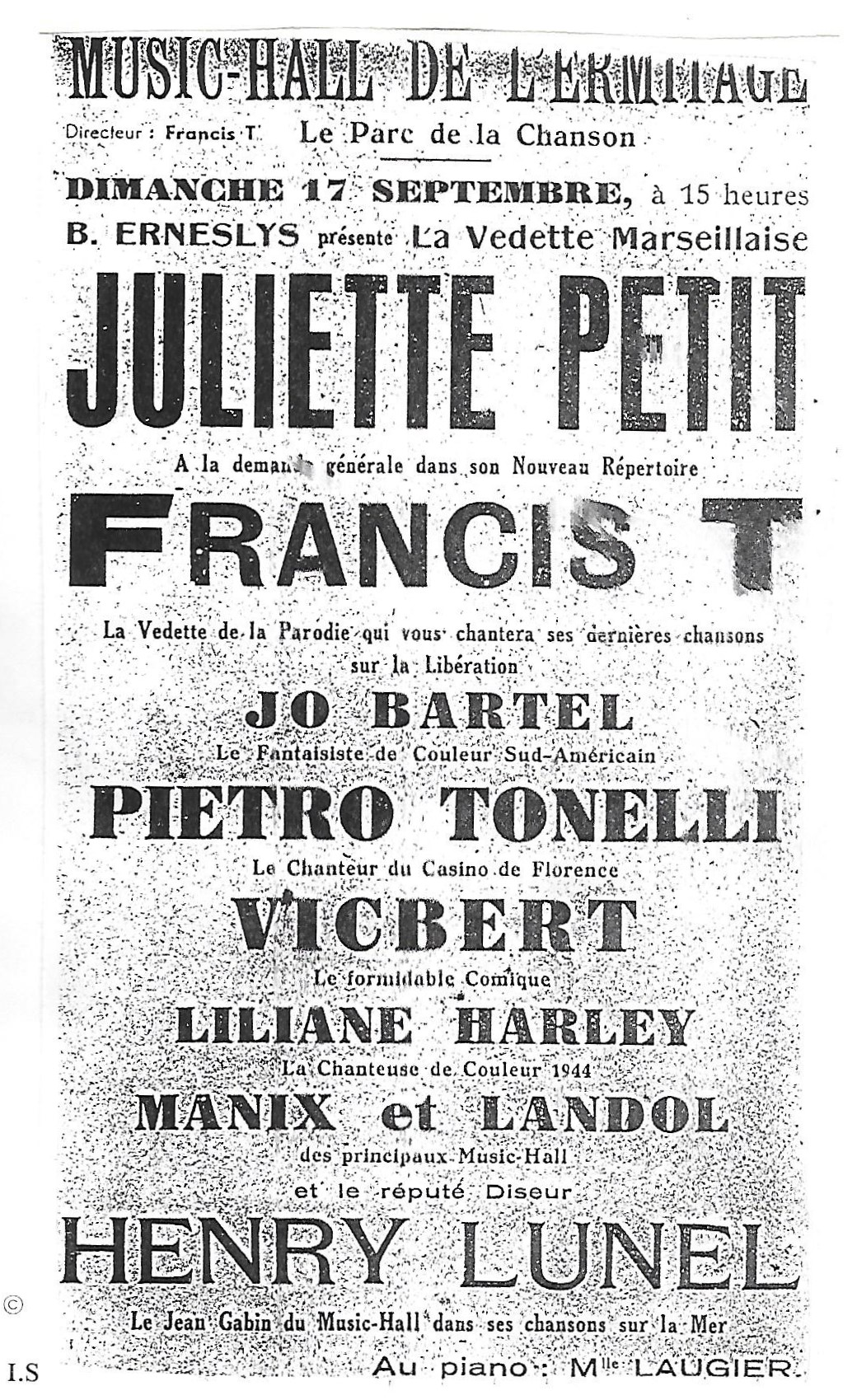
Affiche du Music-Hall de l'Ermitage ("Le parc de la chanson") - Archives familiales

Il continue également à produire d'autres artistes débutants qui n'auront toutefois pas le même succès que son précédent poulain.
Il intervient également à plusieurs reprises comme membre du jury des championnats théâtral amateurs de la revue Artistica dont il avait été l'un des lauréats de l'année 1934.
Au début des années cinquante, tout en poursuivant son activité foraine d'artisan confiseur, il délaisse définitivement la chanson parodique et oriente sa carrière artistique vers l'organisation et l'animation de spectacles, certains originaux et désopilants : une course cycliste façon 1900, un championnat des monteurs de mayonnaise, une course de tortues, etc. Il dit être inspiré par le caricaturiste Albert Dubout.
Il assure également la promotion de plusieurs marques locales dont la marque « Berger » ; enregistre des moments musicaux publicitaires lors d'émissions radio ; organise des jeux publicitaires lors de fêtes foraines et concerts de galas. Il organisera et animera plusieurs centaines de galas de bienfaisances tout au long de sa carrière.

### Poète de l'actualité
Il s'adonne aussi à l'écriture de poèmes et de monologues. Ses textes, inspirés de l'actualité du moment, sont souvent rédigés dans un style comique (L'agent et l'auto - 5e prix au concours national du monologue, Paris, Voyage dans la lune...), mais aussi mélancoliques (Adieu cher Alcazar, Si vous reveniez, Marseille...), ou même engagés (Alerte !, Contre la droque, La bombe atomique, Fos sur merde...).
Grand admirateur de Jean de La Fontaine et de ses célèbres fables, il en adapte certaines comme Le Loup et l'Agneau (l'agent et l'auto) ou Le Corbeau et le Renard. Dans cette dernière, écrite au début des années soixante, Francis T, nostalgique des artistes d'avant-guerre, égratigne la nouvelle génération de chanteurs Yéyé, qu'il dit crier comme Aliberon (crier comme un âne).

### Les dernières années
Francis T se retire de la scène régionale au milieu des années soixante. Il poursuivra pour quelques années encore son activité d'artisan confiseur sur les fêtes foraines ainsi que l'animation de spectacles pour enfants.
Francis T est décédé à Marseille le 31 décembre 1989. Il est inhumé au cimetière de la Haute-Bédoule, sur la commune de Septèmes-les-Vallons, sa commune de résidence (quartier Notre-Dame-Limite). Sur son épitaphe, on peut lire : « La chanson fut toute sa vie ».

## Œuvres principales

### Chansons et chansons parodiques
| Le maître à bord (1941) d'après le maître à bord de Berthe Sylva          | C'est le roi                                                        |
| Adieu pays du gaz butane d'après Adieu, Venise provençale                 | Mon homme                                                           |
| Reginella (1942)                                                          | Les pescadous                                                       |
| Le plus beau de tous les tangos du monde                                  | Je suis terrible                                                    |
| Johnny Palmer (1942)                                                      | La boiteuse d 'Angoulème                                            |
| La reine des gitans (1943)                                                | La Quille (période militaire)                                       |
| Un tramway dans la nuit (1943)                                            | Je chante des chansons                                              |
| La terreur du courant d'air (1944) d'après L'âme au Diable de Leo Marjane | Qu'il fait bon à Notre-Dame                                         |
| Adieu à mes artistes préférés                                             | La belle de Cadix                                                   |
| L'air de la calomnie du barbier de Séville (1947)                         | Mon amant le chiapacan sur l’air de « Mon amant de St-Jean » (1943) |
| Les gitans (1958) d'après Les Gitans (chanson)                            | Chanson sur les chaussures Palombo (1934)                           |
| Hommage à l'entraide des BDR (1975)                                       |                                                                     |

### Poèmes et Monologues
| Adieu cher Alcazar                                                            | J'en ai marre                   |
| Les accessoires                                                               | Marseille                       |
| L'agent et l'auto (5e prix au concours national du monologue, Paris)          | Le mal quotidien : les trolleys |
| Alerte !                                                                      | Mélancolie                      |
| Les animaux malades de la peste                                               | Noël                            |
| Appartement à louer                                                           | Nudisme                         |
| Les allocations familiales                                                    | Le Père Noël en retard          |
| La bombe atomique                                                             | La Provence                     |
| Clochard                                                                      | La retraite                     |
| Contre la drogue                                                              | Ma roulotte                     |
| Le corbeau et le renard                                                       | Starlette                       |
| Le corbeau et le renard (version publicitaire pour les établissements Berger) | Voyage dans la lune             |
| Les croulants                                                                 | J'ai 50 ans                     |
| La fontaine de Notre-Dame                                                     | Fos sur merde                   |

## Distinctions
- 1934, premier prix dans la catégorie « Fantaisiste » du championnat théâtral amateur, organisé par le journal Artistica : hebdomadaire, artistique théâtral et cinématographique de la cité phocéenne[8],
- 1935, premier prix dans la catégorie « Comiques » du concours théâtral organisé par l’hebdomadaire régional « Danse-Spectacles«[10],[52]
- 5e prix au concours national du monologue de Paris pour L'agent et l'auto, texte parodique de la fable de La Fontaine Le Loup et l'Agneau

### Ressources
- De Paulus à Antoine N. Moreno, Paris, Ed. DEBRESSE, 10 novembre 2017 (format epub) (1re éd. juin 1972)  (ISBN 9782402234634), p. 44
- Marseille sur scène, Jean BAZAL, Marcel BAUDELAIRE- Adrien ECHE, Grenoble, Ed. des 4 seigneurs, 1978, p. 157, p. 179, p. 212
- « Quand Marseille riait et chantait », JANTEL - Adrien ECHE, le Club des Humoristes Phocéens, Marseille, 2001  (ISBN 2847010130), p. 23, p. 27, p. 107
- Yves Montand du soleil plein la tête, souvenirs recueillis par Jean Denys, Ed. Les Éditeurs Français Réunis, 1955, illustrations 6 et 7, chap. VI, VII, VIII
- Yves Montand, Cinéma pour tous, 1985, p. 13
- Montand le livre du souvenir, B. Pascuito, Ed. Sand, 1992, chap. 4 « Ivo, monta ! »
- Les rois du Music-Hall, Alain DELCROIX, 1995, p. 59
- Le véritable Yves Montand, E. BONINI, Ed. Pygmalion, 2021 chap. 5 « Souviens toi de Berlingot ! »